# Маккалоу, Колин
Колин Маргаретта Макка́лоу (англ. Colleen Margaretta McCullough; 1 июня 1937, Веллингтон, Австралия — 29 января 2015, Норфолк, Австралия) — австралийская писательница, прославившаяся романом «Поющие в терновнике».

## Биография
Колин Маккалоу родилась 1 июня 1937 года в городе Веллингтон (Новый Южный Уэльс) в семье Джеймса и Лоры Маккалоу. Мать Колин была родом из Новой Зеландии, среди её предков были представители народа маори, коренного населения Новой Зеландии. Семья Маккалоу часто переезжала, осев в конечном итоге в Сиднее. Колин много читала и рисовала и даже писала стихи. Под влиянием родителей Колин выбрала медицину в качестве будущей профессии. Она училась в Университете Сиднея, где выбрала специализацией нейропсихологию. После окончания университета работала в Королевской больнице Северного побережья (англ. Royal North Shore Hospital). В 1963 году Колин Маккалоу переехала в Лондон.
С 1967 по 1976 год Макаллоу занималась научной и преподавательской деятельностью в отделении нейробиологии Йельской медицинской школы при Йельском университете. Именно в этот период она также впервые обратилась к литературной деятельности и написала свои первые романы «Тим» и «Поющие в терновнике», и в конце концов решила целиком посвятить себя литературному труду. С конца 1970-х годов проживала на острове Норфолк.
В 1974 году был опубликован дебютный роман Колин Маккалоу «Тим», а через три года свет увидели знаменитые «Поющие в терновнике» — книга стала международным бестселлером, была переведена более чем на 20 языков и принесла автору признание и славу.
Колин Маккалоу умерла 29 января 2015 года от почечной недостаточности на 78 году жизни. 

## Книги

### Романы
- Тим (1974) — о старой деве и умственно отсталом юноше
- Поющие в терновнике (1977) — сага о жизни трёх поколений австралийцев
- Непристойная страсть (1981]) — о военном госпитале
- Символ веры третьего тысячелетия (1985]) — фантастика о любви и мессианстве
- Леди из Миссалонги (1987) — три дамы в маленьком австралийском городке
- Песнь о Трое (1998) — повествование об осаде Трои от лица около десятка участников легендарных событий
- Путь Моргана (2000) — исторический роман про Ричарда Моргана — человека, который умел ненавидеть и любить
- Прикосновение (2003) — история шотландского австралийца Александра Кинросса, его жены, любовницы и их детей
- Милый ангел (2004) — младшая дочь уходит из дома и снимает квартиру в районе красных фонарей Сиднея
- Независимость мисс Мэри Беннет[5] (2008]]) — продолжение самого прославленного романа Джейн Остин «Гордость и предубеждение»: версия судьбы и приключений одной из сестер Беннет — решительной суфражистки Мэри
- Горькая радость (2013) — история о двух парах близнецов: Эдды и Грейс, Тафтс и Китти, — которые борются против всех ограничений, запретов, законов и предрассудков 1920-х годов в Австралии.

### Биографии
- The Courage and the Will: The Life of Roden Cutler VC (Смелость и воля: жизнь Родена Катлера) (1999) — биография Родена Катлера (годы жизни 1916—2002), кавалера высшей военной награды Великобритании Креста Виктории, австралийского дипломата и самого продолжительного губернатора Нового Южного Уэльса Австралии.

### Мемуары
- Life Without the Boring Bits (Жизнь без свёрл) (2011]]) — автобиография Маккалоу.

### «Владыки Рима» (Римская серия)
1. Первый человек в Риме (1990) — о первых успехах Мария и Суллы времен войны с Югуртой, о нашествии кимвров и заговоре Сатурнина (110—100 гг. до н. э.). Главный герой книги - великий римский полководец Гай Марий. В ходе одного из походов он встречается с провидицей, которая предсказывает ему, что он семь раз будет избран консулом, а также то, что его превзойдёт племянник его жены (это будет Гай Юлий Цезарь).
2. Венец из трав (Битва за Рим) (1991) — о Союзнической войне Рима и борьбе Суллы с Марием (98—86 гг. до н. э.). Книга заканчивается смертью Гая Мария.
3. Фавориты Фортуны (1993) — о становлении на политической арене Цезаря, Помпея, диктатуре Суллы и восстании Спартака (83—69 гг. до н. э.).
4. Женщины Цезаря (1996) — о возвышении Помпея, о первом консульстве Цезаря и заговоре Катилины (68—58 гг. до н. э.).
5. По воле судьбы (Цезарь) (1997) — о войне с галлами и борьбе Помпея и Цезаря, гибели Красса (54—48 гг. до н. э.).
6. Падение титана, или Октябрьский конь (2002) — о победе Цезаря над республиканцами, получении им пожизненного диктаторства и его убийстве, становлении Октавиана; создании триумвирата Октавиана, Антония и Лепида, борьбе триумвиров против Брута и Кассия (48—42 гг. до н. э.).
7. Антоний и Клеопатра (2007) — история любви Антония и Клеопатры. Победа Октавиана над Антонием. Смерть Антония и Клеопатры (41—27 гг. до н. э.).

### Серия про детектива Кармайна Дельмонико
1. Включить. Выключить (2006) — детектив, главным героем которого является Кармайн Дельмонико: октябрь 1965 года. В научно-исследовательском институте неврологии найден расчлененный труп шестнадцатилетней девушки. Лейтенант Кармайн Дельмонико начинает расследование
2. Слишком много убийств (2009) — новое дело капитана Кармайна Дельмонико: апрель 1967 года. Маленький университетский городок Холломен потрясен жестокой серией убийств. Неизвестный преступник оставил за собой за сутки 12 трупов
3. Неприкрытая жестокость (2010) — третья книга про капитана Кармайна Дельмонико: сентябрь 1968 год. Садист-насильник по прозвищу Додо с пугающей регулярностью выходит на улицы, чтобы поиздеваться над очередной жертвой. Каждое преступление становится всё более жестоким, пока однажды Додо не решается на убийство
4. Блудный сын (2012) — четвёртая книга из серии про капитана Кармайна Дельмонико: январь 1969 года. Смертельный токсин, извлеченный из иглобрюхих рыб, был украден из лаборатории университета. Он убивает в течение нескольких минут и не оставляет следа
5. Плотский грех (2013) — пятая книга из серии про капитана Кармайна Дельмонико: август 1969. Капитан полиции Кармайн Дельмонико был в отпуске. Вернувшись домой, он узнает сначала об одном, потом о другом трупе неизвестных мужчин. Взявшись за дело, капитан приходит к выводу что убийц не один, а два.